# Patrick Hausding
Patrick Hausding (Berlijn, 9 maart 1989) is een Duitse schoonspringer. Hij nam deel aan de Olympische Zomerspelen 2008 en won daar een zilveren medaille op het synchroonspringen van tien meter samen met ploeggenoot Sascha Klein. Goud ging naar de Chinezen Yue Lin en Liang Huo. De bronzen medaille werd behaald door het Russische duo Gleb Galperin en Dmitri Dobroskok.
Tijdens de Europese kampioenschappen in 2010 lukte Hausding de unieke prestatie om op alle vijf disciplines een medaille te winnen. Hij werd Europees kampioen van de driemeterplank en veroverde zilver van de eenmeterplank en het tienmeterplatform. Met zijn partner Stephan Feck won hij zilver in het synchroonspringen van de driemeterplank en met Sascha Klein werd hij Europees kampioen in het synchroonspringen van het tienmeterplatform. 

## Belangrijkste resultaten

### Senioren
| Jaar | Olympische Spelen                                                                                                   | WK schoonspringen | EK schoonspringen |
| ---- | --- | --- | --- |
| 2007 | | halve finale eenmeterplank 24e driemeterplank | |
| 2008 | 8e driemeterplank · 9e tienmeterplatform · tienmeterplatform synchroon · met Sascha Klein                           | | 5e tienmeterplatform · tienmeterplatform synchroon · met Sascha Klein                                                                             |
| 2009 | | 10e driemeterplank 5e driemeterplank synchroon met Stephan Feck 4e tienmeterplatform synchroon met Sascha Klein                                          | 4e driemeterplank · tienmeterplatform · 6e driemeterplank synchroon · met Stephan Feck · tienmeterplatform synchroon · met Sascha Klein           |
| 2010 | | | eenmeterplank · driemeterplank · tienmeterplatform · driemeterplank synchroon · met Stephan Feck · tienmeterplatform synchroon · met Sascha Klein |
| 2011 | | 15e driemeterplank · 5e driemeterplank synchroon · met Stephan Feck · tienmeterplatform synchroon · met Sascha Klein                                     | driemeterplank · tienmetertoren synchroon · met Sascha Klein · tienmetertoren · driemeterplank synchroon · met Stephan Feck                       |
| 2012 | 4e driemeterplank 7e tienmeterplatform synchroon met Stephan Feck met Sascha Klein                                  | | driemeterplank · driemeterplank synchroon · tienmetertoren synchroon · met Sascha Klein                                                           |
| 2013 | | 7e driemeterplank · 4e driemeterplank synchroon · met Stephan Feck · tienmeterplatform synchroon · met Sascha Klein                                      | tienmetertoren synchroon · met Sascha Klein · tienmetertoren · driemeterplank synchroon · met Stephan Feck · driemeterplank                       |
| 2014 | | | eenmeterplank · driemeterplank · driemeterplank synchroon met Stephan Feck · tienmetertoren synchroon · met Sascha Klein                          |
| 2015 | | 12e driemeterplank 6e driemeterplank synchroon met Stephan Feck 6e tienmeterplatform synchroon met Sascha Klein                                          | tienmetertoren synchroon · met Sascha Klein · team · driemeterplank synchroon · met Stephan Feck                                                  |
| 2016 | driemeterplank · 4e driemeterplank synchroon · met Stephan Feck · 4e tienmeterplatform synchroon · met Sascha Klein | | tienmetertoren synchroon · met Sascha Klein |
| 2017 | | 4e eenmeterplank · driemeterplank · 5e driemeterplank synchroon · met Stephan Feck · tienmeterplatform synchroon · met Sascha Klein · 4e landenwedstrijd | eenmeterplank |
| 2018 | | | driemeterplank synchroon met Lars Rüdiger |
| 2019 | | 5e eenmeterplank 6e driemeterplank 4e driemeterplank synchroon met Lars Rüdiger                                                                          | eenmeterplank · team · driemeterplank · driemeterplank synchroon met Lars Rüdiger                                                                 |
| 2020 | | | |
| 2021 | | | driemeterplank synchroon met Lars Rüdiger · tienmeterplank synchroon met Timo Barthel · landenwedstrijd                                           |